# Villa del Roble
Villa del Roble är en ort i Mexiko.   Den ligger i kommunen Ensenada och delstaten Baja California, i den nordvästra delen av landet, 2 200 km nordväst om huvudstaden Mexico City. Villa del Roble ligger 237 meter över havet och antalet invånare är 161.
Terrängen runt Villa del Roble är kuperad, och sluttar västerut. Runt Villa del Roble är det glesbefolkat, med 8 invånare per kvadratkilometer. Närmaste större samhälle är Ensenada, 4,8 km väster om Villa del Roble. Omgivningarna runt Villa del Roble är i huvudsak ett öppet busklandskap.